# Campanula yunnanensis
Campanula yunnanensis är en klockväxtart som beskrevs av Hong De-Yuan. Campanula yunnanensis ingår i släktet blåklockor, och familjen klockväxter. Inga underarter finns listade i Catalogue of Life.